# René Goscinny
René Goscinny, född 14 augusti 1926 i Paris, död 5 november 1977 i Paris, var en fransk serieförfattare och tidningsredaktör. Som chefredaktör för tidningen Pilote (grundad 1959) bidrog han till att forma en generation franska serieskapare som under 1970-talet bland annat startade ett antal vuxenserietidningar. Goscinny var under många år manusförfattare till de fransk-belgiska tecknade serierna Lucky Luke, Asterix och Iznogoud. Sammanlagt har hans serier tryckts i mer än 500 miljoner exemplar, vilket är mer än någon annan fransk serieskapare.

## Biografi

### Uppväxt
Goscinny föddes i Paris som son till invandrade polsk-judiska föräldrar. Som tvååring följde han med sina föräldrar till Argentina, där hans far fått en tjänst som kemist. Han gick i fransk skola i Buenos Aires och var ett läshuvud som plöjde igenom både franska litteraturklassiker och franska tecknade serier som Zig et Puce och Bibi Fricotin. Han ville också göra egna texter och teckningar, och de första verken syntes 1943 och 1944 i Quartier Latin, skolans egen tidning.
Efter faderns död 1943 tvangs Goscinny överge sina studier och tog ett arbete som ekonomiassistent. Det yrket fortsatte han i när han 1945, tillsammans med sin mor, flyttade till New York. Han sökte där upp olika serieförlag och animationsstudior, men ingen ville ha hans tjänster. 1946 reste han till Frankrike för att göra sin militärtjänst, och där blev han regementets officiella tecknare med ansvar för menyer och affischer.

### De första produktionerna
Efter militärtjänsten återvände Goscinny till USA. Där arbetade han först som tolk och fick därefter anställning som reklamtecknare; i samma ateljé arbetade Harvey Kurtzman, Jack Davis och Will Elder, som senare skulle komma att grunda Mad Magazine. För förlaget Kunen tillverkade han illustrerade barnböcker och producerade därefter – Dick Dicks – Goscinnys första tecknade serie som han dock inte lyckades få utgiven.

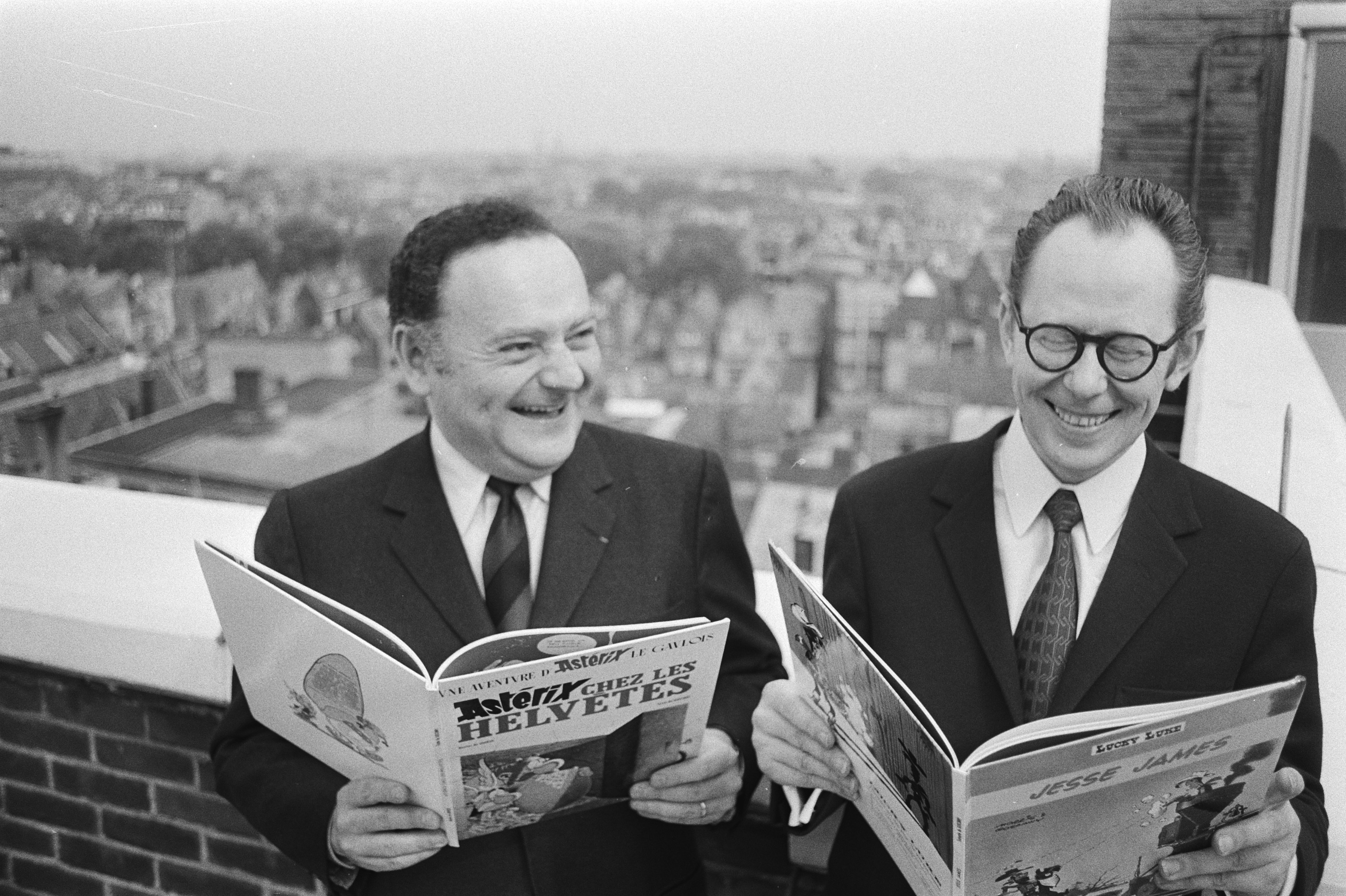
Goscinny tillsammans med Morris på ett tak i Amsterdam, maj 1971.

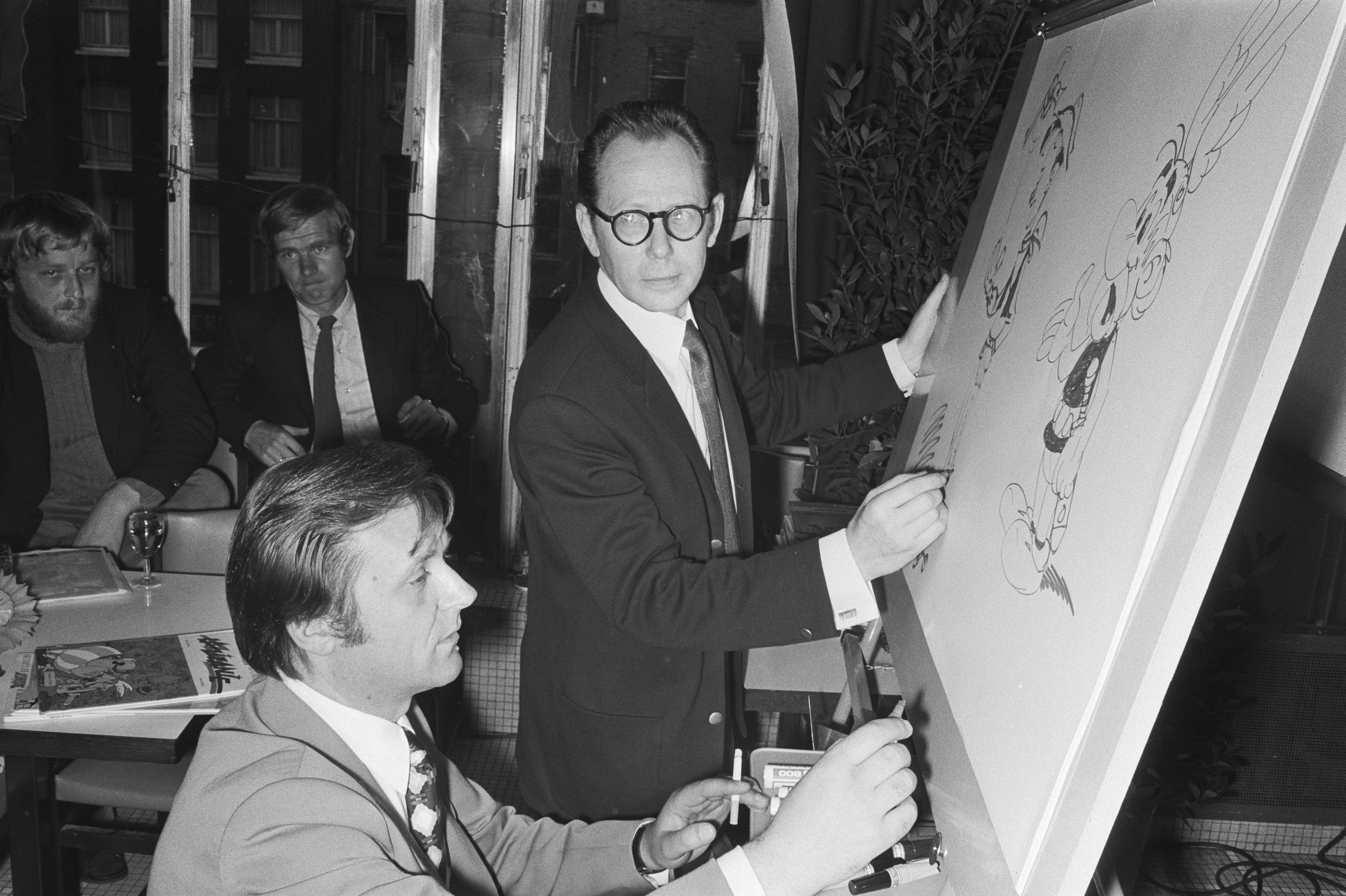
Två av Goscinnys flitigaste samarbetspartners – Morris och Albert Uderzo – vid samma ritpapper (1971 i Amsterdam).

1950 stötte han i New York på två belgare, Morris och Jijé (skapare av Jerry Spring). Genom dem fick Goscinny kontakt med en belgisk pressagentur, World Press, ifall han skulle få för sig att återvända till Europa.

### Åter till Europa
1951/1952 bestämde sig Goscinny för att pröva sin lycka i Europa. Han fick lov att ta hand om driften av World Press nystartade Paris-kontor. I samma veva blev han bekant med de två unga franska serieskaparna Jean-Michel Charlier och Albert Uderzo. Tillsammans med den senare startade han en mängd olika serieprojekt, inklusive den första versionen av en serie kretsande kring den smådumme indianen Oumpa-pa. Konceptet till serien skapades redan 1951 men den färdiga produktionsstarten fick lov att vänta till 1958.
René Goscinny blev under 1950-talet bekant med Morris. Han tog från 1955 helt över manusförfattandet till dennes serie Lucky Luke. I bägge dessa serier – Oumpa-pa och Lucky Luke – drog Goscinny stor nytta av sin kärlek till, och stora kunskap om, legenderna och filmerna om USA och "vilda västern".
Han återknöt sedan bekantskapen med Morris och tog 1955 över manusförfattandet av dennes populära västernserie Lucky Luke. Det arbetet kom att bli både långvarigt och framgångsrikt; sammanlagt kom Goscinny att producera 50 Lucky Luke-manus. Samma år, 1955, skapade Goscinny tillsammans med Jean-Jacques Sempé den populära barnboksfiguren Lille Niklas.
1956 började Goscinny arbeta för serietidningen Tintin, och där försåg han snart ett halvdussin olika tecknare med manus.

### Asterix och Pilote
1955 startade Goscinny, tillsammans med bland annat Charlier och Uderzo, seriesyndikatet Édipress/Édifrance. Syndikatet gav sig ut på egen tidningsutgivning 1959, när man drog igång serietidningen Pilote. I tidningens första nummer gjorde Asterix entré, med omedelbar och stor framgång. Där startades 1962 också serien om storvisiren Iznogoud, författad av Goscinny och tecknad av Jean Tabary, liksom ett antal serier författade av Charlier.
Pilote köptes 1960 av det stora förlaget Dargaud, och tre år senare tog Goscinny över posten som tidningens chefredaktör. Pilote, som fram till 1970-talet gavs ut varje vecka, kom att bli en plantskola för en ny fransk seriegeneration. I tidningen syntes nya namn som Marcel Gotlib, Fred, Cabu, F'Murr, Mandryka, Claire Bretécher och Jean-Marc Reiser, tecknare som under 1970-talet kom att starta en ny sorts publikationer – vuxenserietidningar.
1968 års Parisvår nådde också Pilotes redaktion. Efter häftiga diskussioner splittrades delar av tecknarstaben, och Goscinny distanserade sig delvis från tidningens produktion.

### Filmer och slutet
Under 1970-talet fortsatte Goscinny sitt manusarbete med "sina" serier, liksom han bidrog med manus till ett antal filmer. 1974 startade han tillsammans med Uderzo Studios Idéfix, den första stora franska animationsstudion. Där producerades de animerade långfilmerna Asterix 12 stordåd och Bröderna Daltons hämnd.
Den sistnämnda filmen fick René Goscinny dock inte se i färdigt skick. Den ständigt aktive Goscinny drabbades av en hjärtattack, under ett träningspass på en motionscykel, och avled 5 november 1977. Filmvärlden tilldelade honom året efter en postum heders-César för hans samlade produktion.

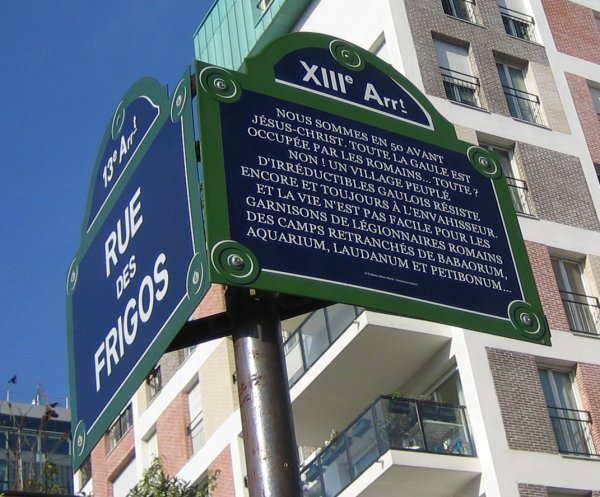
Rue Goscinny i Paris 13:e arrondissement är namngiven efter en av serien Asterix två skapare. På skylten syns (istället för gatunamnet) förtexten till Asterixalbumen – "Det är år 50 f. Kr. och hela Gallien är ockuperat av romarna… Hela Gallien? /…/"

## Eftermäle och stil
Efter Goscinnys död 1977 fortsattes Lucky Luke av andra manusförfattare, medan Asterix togs över av Uderzo och Iznogoud av Tabary. Goscinny-författade verk har sålts i över 500 miljoner exemplar, han skapade nära 2 000 olika seriefigurer, och hans mest kända serie – Asterix – finns översatt till över 100 olika språk. Goscinny räknas som ett av de allra viktigaste namnen i efterkrigstidens franska populärkultur. Ett Prix René Goscinny till bästa franska seriemanus instiftades 1988.
| ”                                           | René Goscinny är för den tecknade serien vad Eiffeltornet är för Paris, vad Balzac är för den franska romankonsten, kort sagt vad Obelix är för Asterix. | „ |
| – Bruno Frappat, Le Monde, 8 november 1977, | |   |

Goscinnys humor var ofta kulturbunden, fylld av anspelningar på "vilda västern" och Frankrikes historia – åtminstone i de två serier han är mest känd för. Men driften med mänskliga svagheter går hem i alla länder. På 1970-talet utvecklades hans manus till godmodiga satirer över moderna samhällsföreteelser som psykoanalys (i De obotliga bröderna Dalton) och marknadsekonomi (i Obelix & Co).